# William T. C. Wardwell
William Thomas Church Wardwell (* 20. September 1835 in Bristol, Rhode Island; † 1907) war ein US-amerikanischer Politiker. In den Jahren 1890 und 1891 war er Vizegouverneur des Bundesstaates Rhode Island.

## Werdegang
William Wardwell besuchte die öffentlichen Schulen seiner Heimat. Im Jahr 1848 absolvierte er die High School. Anschließend absolvierte er eine Lehre als Juwelier. In diesem Beruf hat er aber nicht lange gearbeitet. Er verbrachte einige Zeit auf Kuba und in New York City, ehe er 1859 nach Bristol zurückkehrte. Zusammen mit seinem Bruder übernahm er das Geschäft seines Vaters in der Holzbranche. Im Jahr 1872 zahlte er seinen Bruder aus und wurde Alleinbesitzer des Unternehmens. 1894 entstand daraus die Wardwell Lumber Company, deren Präsident William Wardwell wurde. Er war auch in anderen Branchen tätig. So war er beispielsweise Präsident der First National Bank of Bristol und einer der Direktoren der Firma Industrial Trust Company of Providence. Er nahm auch Anteil an den Vorgängen seiner Heimat und wurde Mitglied mehrerer Organisationen und Vereinigungen, darunter die Freimaurer.
Politisch war Wardwell Mitglied der Demokratischen Partei. Im Juni 1876 nahm er als Delegierter an der Democratic National Convention in St. Louis teil. 1889 wurde er an der Seite von John W. Davis zum Vizegouverneur von Rhode Island gewählt. Dieses Amt bekleidete er zwischen 1890 und 1891. Dabei war er Stellvertreter des Gouverneurs und Vorsitzender des Staatssenats. Diesem hatte er zuvor bereits ebenso angehört wie dem Repräsentantenhaus von Rhode Island. Im Jahr 1893 kandidierte er erfolglos für das Amt des Gouverneurs. Er starb im Jahr 1907 und wurde in seiner Heimatstadt Bristol beigesetzt. Sein genaues Sterbedatum und sein Sterbeort sind nicht überliefert.